# 尼氏沙昆鯉
尼氏沙昆鯉（学名：Chagunius nicholsi）为輻鰭魚綱鯉形目鲤科的其中一種，分布於亞洲印度及緬甸，本魚體高大約等於頭長； 嘴狹窄而接近端位；具2個對觸鬚，長度超過眼窩，背鰭軟條13枚；臀鰭軟條8枚，體長可達30公分，棲息在岩石底質的丘陵區溪流。